# Sol Invictus (banda)
Sol Invictus é a banda inglesa de neofolk fundada por Tony Wakeford em 1987. É seu projeto original e diante a continua troca de intérpretes é único que sempre se mantém na formação. Wakeford a descreve como uma "banda de cabaré do fim do século surgida no Inferno". O músico também a define como folk noir.

## História
O nome deriva dos cultos romanos pré-cristãos do Deus Sol Invicto. Adotou tal nome porque "o Sol sempre foi um símbolo importante e como o culto do Sol Invicto estava a ponto de derrotar o Cristianismo parecia um bom nome". Também porque "gosta da sonoridade do latim". O imaginário do grupo e o conteúdo das letras, especialmente no início, estavam fortemente influenciadas pelo tradicionalismo radical com sua antipatia ao mundo moderno e materialista. Uma influência particular foi o filósofo futurista Julius Evola. O título do primeiro disco da banda Against the Modern World é uma alusão ao trabalho de Evola Revolta Conta o Mundo Moderno, assim como a canção "Amongst the Ruins" toma seu nome da obra Homem Entre As Ruínas. A banda mostra seu interesse pelo Paganismo e Mitraísmo, sentindo uma antipatia explícita pelo Cristianismo. O disco de 1997, The Blade, contém um canto Odínico, Gealdor.
Wakeford escreve de maneira melancólica do Romantismo vencido, com seu lamento pela perda da beleza, do amor e da cultura. Vê a influência estado-unidense na cultura global como um dano à Europa, algo que expressa, por exemplo, na canção "Death of the West", do disco com mesmo nome.
Wakeford é membro original do Death In June junto a Douglas P., mas abandona a banda em 1984 para publicar material próprio no disco Above the Ruins. Durante alguns anos se dedica a estudos mágicos até retomar a música com a formação do Sol Invictus em 1987 com Ian Read e Karl Blake. Sua produção tem sido constante durante sua carreira, publicando trabalhos novos praticamente todos os anos. Em 2005 publicou The Devil's Steed pelo selo Dark Vynil.